# District d'Unterrheintal

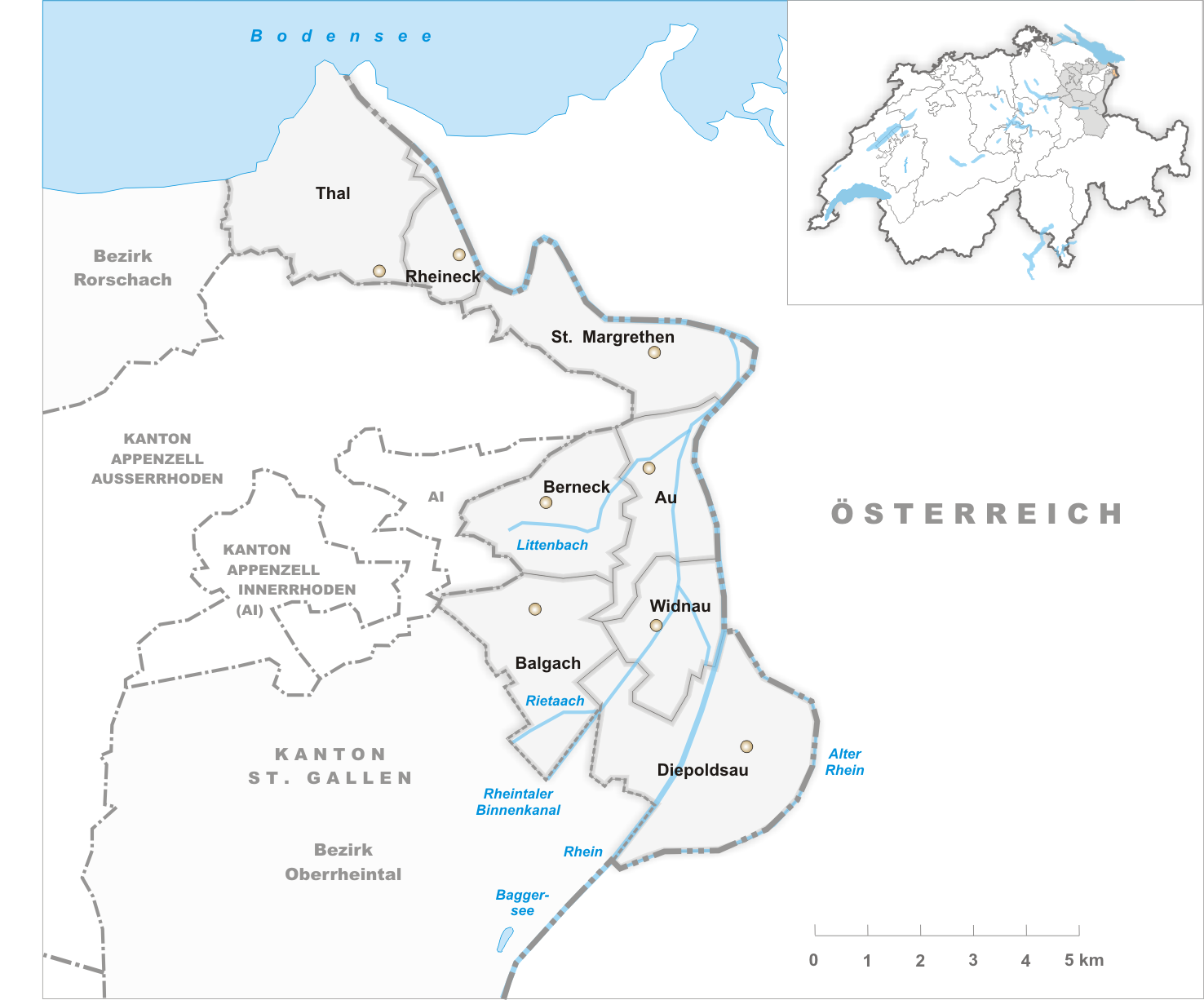
Communes du district d'Unterrheintal jusqu'en 2002 Carte dessinée par Tschubby

Le district d'Unterrheinthal était l'un des quatorze districts du canton de Saint-Gall.

## Histoire
Il est créé en 1831 par l'éclatement du district de Rheintal.

## Communes
- Au
- Balgach
- Berneck
- Diepoldsau
- Rheineck
- Sankt Margrethen
- Thal
- Widnau